# ワルデル
ワルデル（Werder, Wardher, ソマリ語: Wardheer）はエチオピア東部にある町。ソマリ州のワルデル地方に属し、海抜541メートル。ワルデル行政地区の行政機関もある。
イタリアとエチオピアとが争った1935年の第二次エチオピア戦争の発端となったワルワルの井戸は、ワルデルの北東12キロメートルの位置にある。

## 概要
エチオピア中央統計局の2005年の調査によると、ワルデルの推定人口は18,357人である。1997年の国税調査では12,309人だった。都市部の住民の98.2%がソマリ族である。ソマリ族の多くは郊外に住むため、ワルデル行政地区全体で見ればソマリ族の割合は99.9%である。

## 歴史
20世紀の初めにサイイド・ムハンマド・アブドゥラー・ハッサンがエチオピア、イギリス、イタリアに反旗を翻した際、ワルデルのソマリ族もこれに協力して1910年に砦を建設し、オガデン地方での反乱を後押しした。
1933年から1934年にかけて、イタリアはイタリア領ソマリランドからワルデルまで、ゲラディ経由で自動車道路を建設した。イタリアはワルデルのやや北東にあったオアシス、ワルワルに砦を築き、それまでエチオピア領と考えられていたワルデルに対しての給水を制限した。これが第二次エチオピア戦争の発端となった。
第二次世界大戦後の1948年、エチオピア政府は、それまで漠然とエチオピア領と考えられていたオガデン地方東部のケブリ・デハル、ケラフォ、ワルデルの各地に初めて行政官を派遣した。
1977年から始まったオガデン戦争の当初、ワルデルはソマリアが占領した。しかしエチオピア軍は反撃に成功し、1980年11月に行われた一連の作戦の中でワルデルを取り戻した。ワルデルは12月3日までエチオピア軍の3つの拠点の一つとして使われた。
オガデン戦争の後も、オガデン地方ではエチオピア支配に対する反乱が続いた。ソマリ族主体で作られ、シラヴォやケラフォ辺りを拠点とするオガデン民族解放戦線は、エチオピア政府と1994年2月23日にワルデルで戦闘を行った。戦闘による死者は両軍合わせて50人を越え、住民が避難する騒ぎになっている。
その後もソマリ州では混乱が続き、2007年7月24日にはワルデルで活動する NGO 国境なき医師団 (MSF) が11月まで一時撤退させられている。ワルデルの栄養状態の悪化は2008年9月になっても収まらず、ソマリ州の中でも特にひどいと報告されている。2010年3月にはこの地区における結核の発生状態に改善が見られている。